# Pârâul lui Ilie Balea
Pârâul lui Ilie Balea este un afluent al râului Racovița. 